# Polykarp von Kuenburg

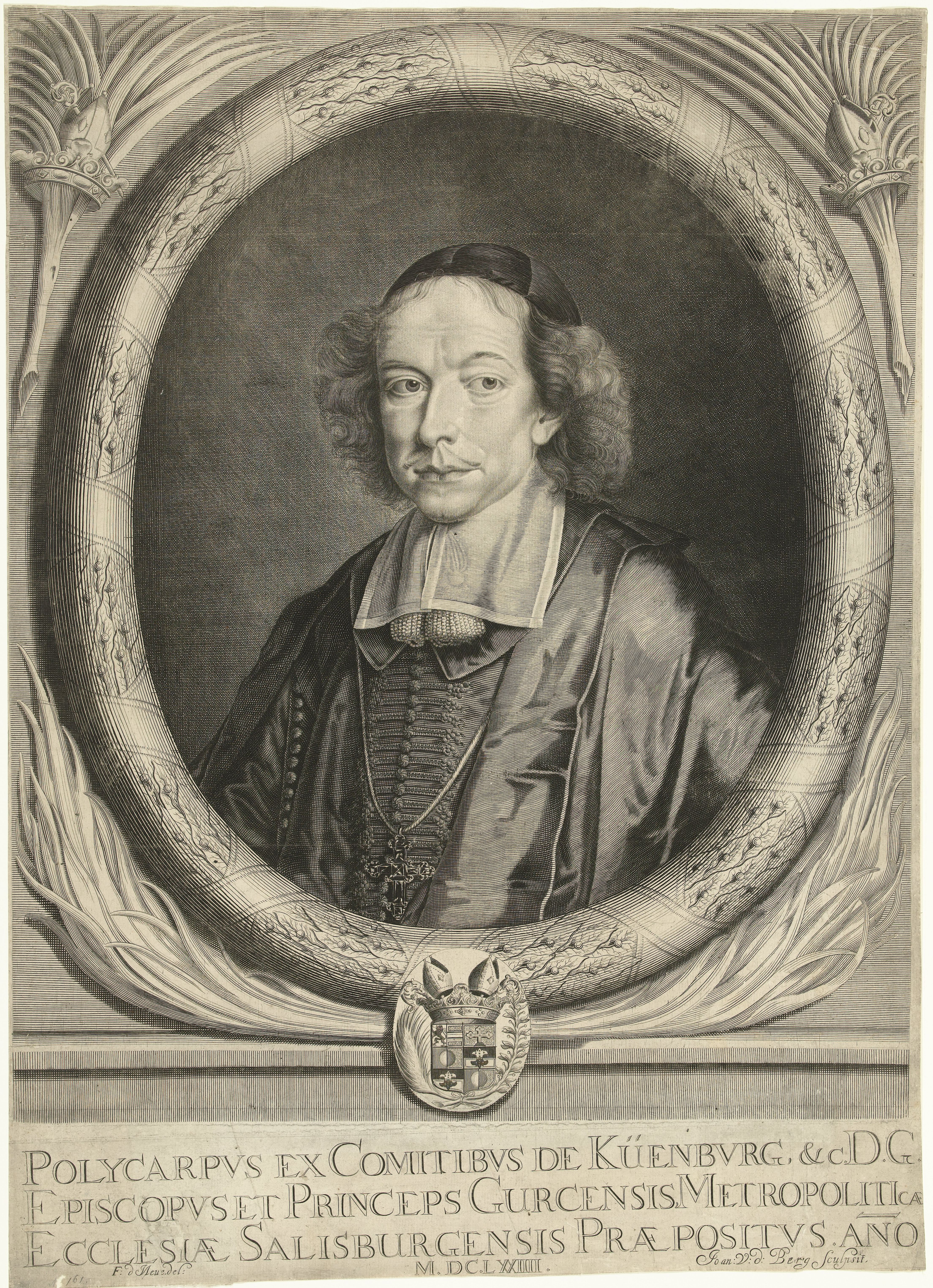
Polykarp von Kuenburg

Polykarp Wilhelm Reichsgraf von Kuenburg (* 4. September 1633 in Graz; † 15. Juli 1675 in Salzburg) war Bischof von Gurk.

## Leben
Polykarp von Kuenburg entstammte dem gleichnamigen Kärntner Adelsgeschlecht, das durch ihn nach dem Aussterben der gräflichen Familie von Thun im Jahr 1669 zur Würde eines erblichen Mundschenken des Erzstifts Salzburg gelangt war. Sein Vater war Johann Ferdinand und seine Mutter Barbara Constantia Scheittin, Freiin von Hohenburg und Schmirenberg. Am 31. Januar 1669 wurde Graf Polykarp Mitglied des Salzburger Domkapitels, später Oberstallmeister am erzbischöflichen Hof und 1666 Vizedom von Friesach.
Im März 1673 ernannte ihn der Salzburger Erzbischof Maximilian Gandolf zum Bischof von Gurk, am 24. Februar des folgenden Jahres wurde er konfirmiert und am 2. April 1674 zum Bischof geweiht. Am 11. August 1674 wurde er im Dom zu Gurk feierlich installiert.
Bereits ein Jahr später, am 15. Juli 1675 verstarb der Bischof in Salzburg, es ist nicht bekannt, ob er seine Diözese nach der Installation noch einmal betreten hatte. Er wurde auf eigenen Wunsch in Salzburg begraben, nur das Herz fand im Gurker Dom hinter einem Epitaph aus braunem Marmor an der inneren Nordseite seine letzte Ruhe.